# Ángel Nieto

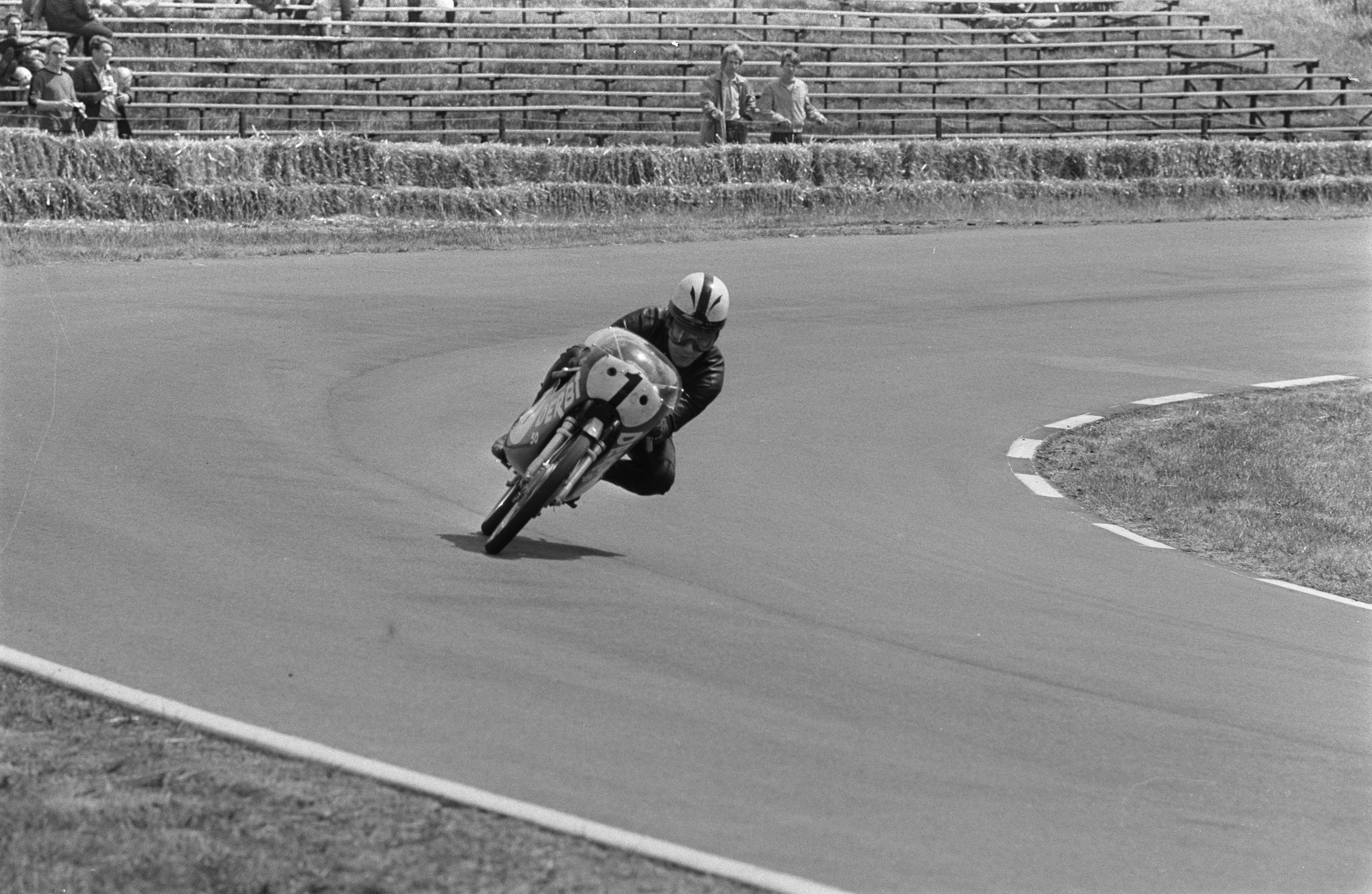
Ángel Nieto auf einer Derbi 50 cm³ (TT Assen, 1970)

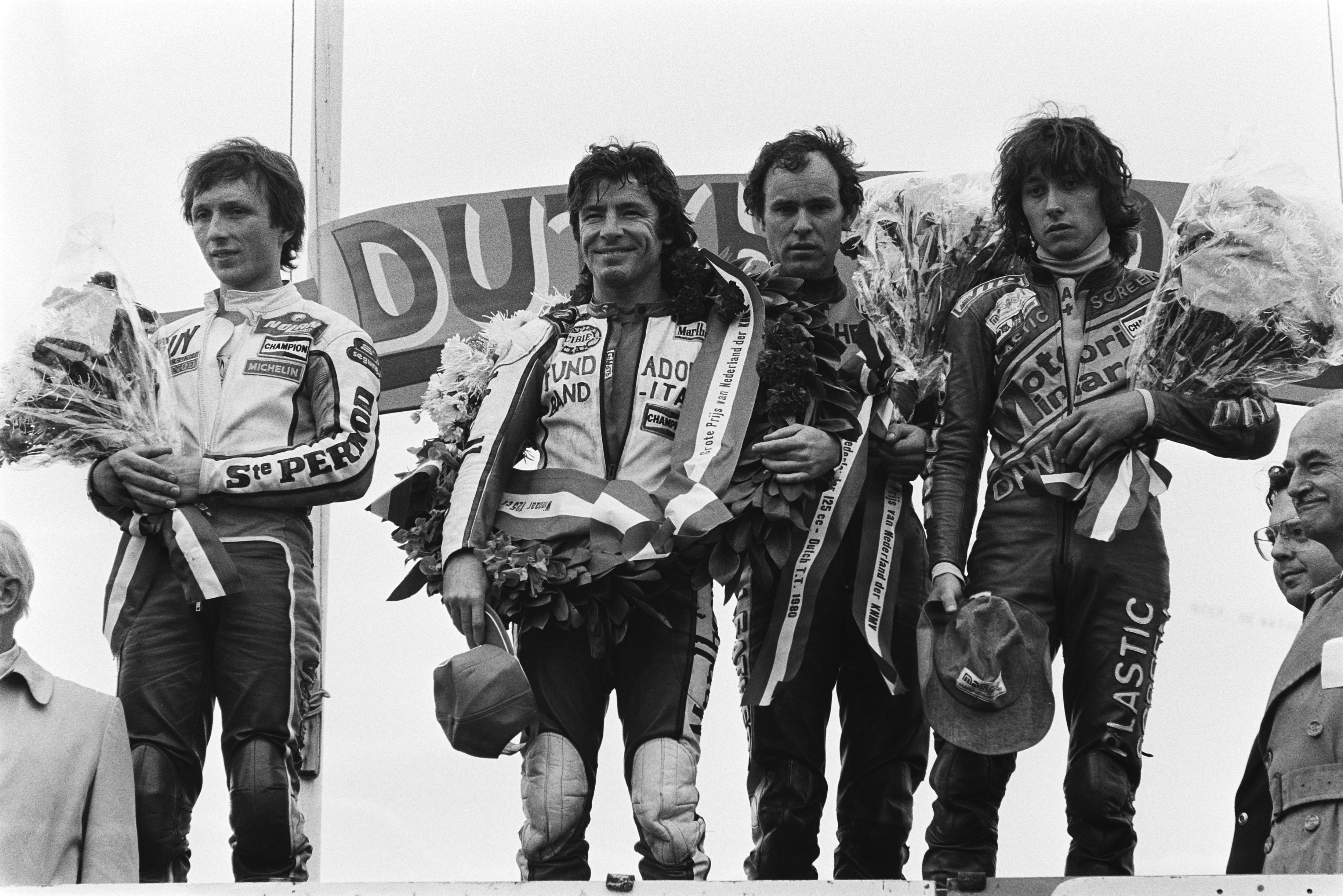
Nieto (Zweiter v. links) als Sieger in der 125-cm³-Klasse (TT Assen, 1980)

Ángel Nieto Roldán (* 25. Januar 1947 in Zamora; † 3. August 2017 in Ibiza) war ein spanischer Motorradrennfahrer.

## Karriere
Ángel Nieto war von 1969 bis 1977 der beste Motorradrennfahrer in der 50-cm³-Hubraumklasse der Motorrad-Weltmeisterschaft. In dieser Zeit wurde er sechsmal Weltmeister. In der Klasse bis 125 cm³ gewann Nieto zwischen 1971 und 1984 weitere sieben Weltmeistertitel. Die ersten fünf WM-Titel gewann er auf einer Derbi. Danach kamen noch weitere Titel auf Bultaco, Garelli, Kreidler und Minarelli dazu. Bei seinen 186 Starts in der Motorrad-WM gewann Nieto 90 Grands Prix und 13 WM-Titel, des Weiteren gelangen ihm 139 Podiumsplätze, 34 Pole-Positions sowie 81 schnellste Rennrunden. Damit zählte Nieto zu den erfolgreichsten Fahrern in der Geschichte der Motorrad-WM. Sein Sohn Pablo Nieto und sein Neffe Fonsi Nieto waren ebenfalls Motorradrennfahrer.
Am 26. Juli 2017 verunglückte Ángel Nieto mit einem Quad auf Ibiza. Er wurde mit einem schweren Schädel-Hirn-Trauma in die Policlínica Nuestra Señora del Rosario in der Stadt Ibiza  eingeliefert und in ein künstliches Koma versetzt. Wegen eines Hirnödems wurde er notoperiert, konnte sich aber von den Folgen des Unfalls nicht mehr erholen und starb am 3. August im Alter von 70 Jahren.  Ángel Nieto erhielt eine Seebestattung, bei der seine Asche von seiner Familie vor Ibiza in das Mittelmeer gestreut wurde.

## Statistik

### Erfolge
Weltmeistertitel
- 1969 – 50-cm³-Weltmeister auf Derbi
- 1970 – 50-cm³-Weltmeister auf Derbi
- 1971 – 125-cm³-Weltmeister auf Derbi
- 1972 – 50-cm³-Weltmeister auf Derbi
- 1972 – 125-cm³-Weltmeister auf Derbi
- 1975 – 50-cm³-Weltmeister auf Kreidler
- 1976 – 50-cm³-Weltmeister auf Bultaco
- 1977 – 50-cm³-Weltmeister auf Bultaco
- 1979 – 125-cm³-Weltmeister auf Minarelli
- 1981 – 125-cm³-Weltmeister auf Minarelli
- 1982 – 125-cm³-Weltmeister auf Garelli
- 1983 – 125-cm³-Weltmeister auf Garelli
- 1984 – 125-cm³-Weltmeister auf Garelli

Spanische Meistertitel
- 1967 – Spanischer 50-cm³-Meister auf Derbi
- 1967 – Spanischer 125-cm³-Meister auf Derbi
- 1968 – Spanischer 125-cm³-Meister auf Derbi
- 1969 – Spanischer 125-cm³-Meister auf Derbi
- 1970 – Spanischer 50-cm³-Meister auf Derbi
- 1970 – Spanischer 125-cm³-Meister auf Bultaco
- 1971 – Spanischer 50-cm³-Meister auf Derbi
- 1971 – Spanischer 125-cm³-Meister auf Derbi
- 1971 – Spanischer 250-cm³-Meister auf Derbi
- 1972 – Spanischer 50-cm³-Meister auf Derbi
- 1972 – Spanischer 125-cm³-Meister auf Derbi
- 1972 – Spanischer 250-cm³-Meister auf Derbi
- 1973 – Spanischer 125-cm³-Meister auf Derbi
- 1973 – Spanischer 250-cm³-Meister auf Derbi
- 1974 – Spanischer 125-cm³-Meister auf Derbi
- 1974 – Spanischer 250-cm³-Meister auf Derbi
- 1975 – Spanischer 125-cm³-Meister auf Derbi
- 1975 – Spanischer 250-cm³-Meister auf Derbi
- 1976 – Spanischer 80-cm³-Meister auf Bultaco
- 1976 – Spanischer 125-cm³-Meister auf Bultaco
- 1977 – Spanischer 125-cm³-Meister auf Bultaco
- 1978 – Spanischer 125-cm³-Meister auf Bultaco
- 1980 – Spanischer 250-cm³-Meister auf Derbi
- 1981 – Spanischer 250-cm³-Meister auf Siroko

Weiteres
- 90 Grand-Prix-Siege

### Ehrungen
- Aufnahme in die MotoGP Hall of Fame